# Rapazinho-de-boné-vermelho
Barbudo-de-coroa-ruiva ou rapazinho-de-boné-vermelho (nome científico: Bucco macrodactylus) é uma espécie de ave da família Bucconidae.
Pode ser encontrada nos seguintes países: Bolívia, Brasil, Colômbia, Equador, Peru e Venezuela.
Os seus habitats naturais são: florestas subtropicais ou tropicais húmidas de baixa altitude e pântanos subtropicais ou tropicais.